# Canarsie Pier

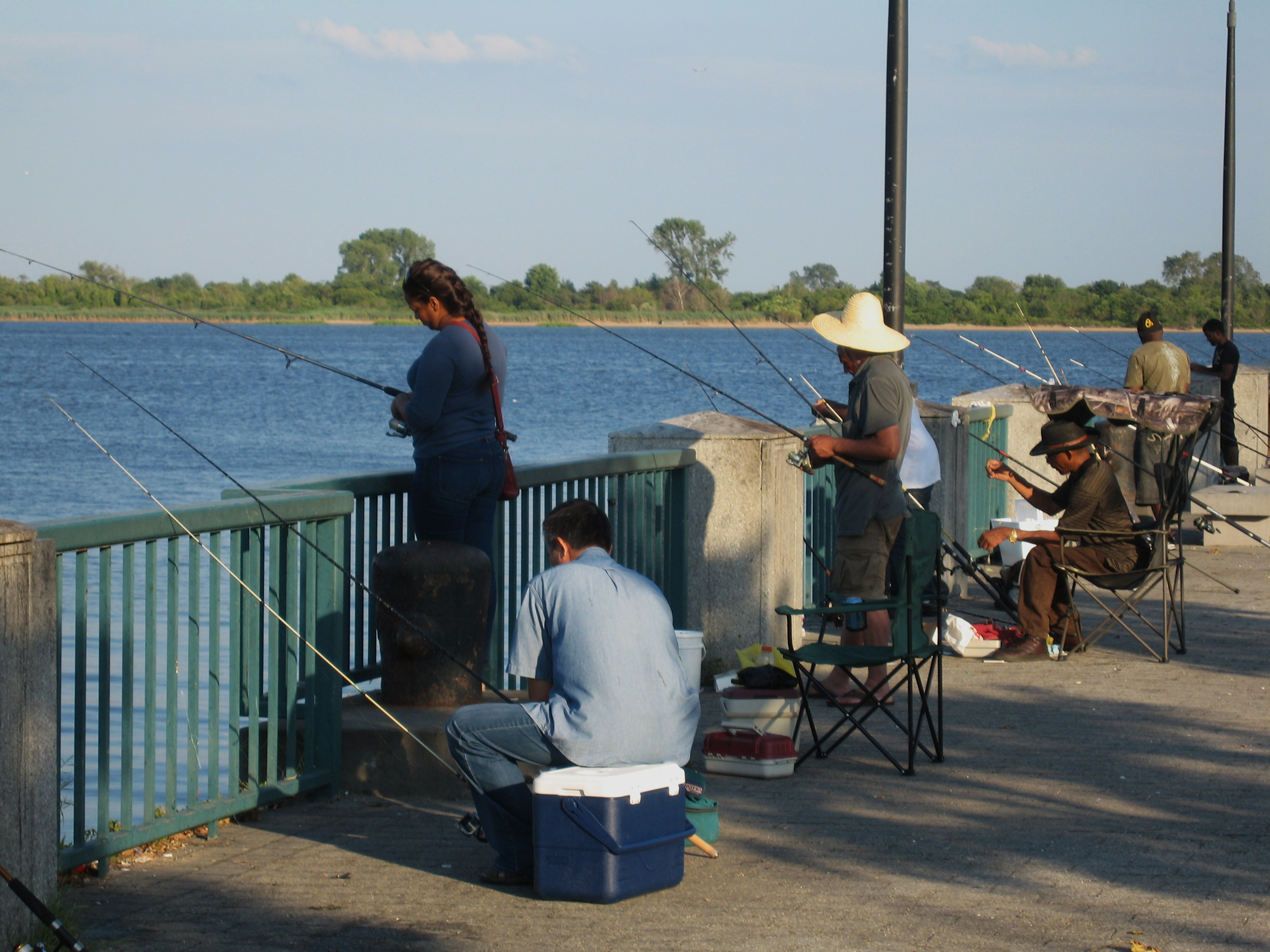
Angler auf dem Pier

Canarsie Pier in New York City ist das kleinste der als Naherholungsgebiet deklarierten Gelände innerhalb des Gateway National Recreation Areas und liegt am Nordwestufer der Jamaica Bay. Es besteht im Wesentlichen aus dem 600 Fuß (180 Meter) langen Pier, der gastronomisch bewirtschaftet wird und von dem aus vor allem Flunder und Blaufisch geangelt werden können.

## Lage und Beschreibung
Der Pier im Stadtteil Canarsie in Brooklyn ist ein in die Bucht gebauter Landungssteg in der Verlängerung der Rockaway Parkway. In etwa 600 Meter vorgelagert ist die Marsch-Insel Canarsie Pol. Landseitig Zugang erhält der Pier mit einem großen Kreisverkehr, der den Autoverkehr auf den Belt Parkway verteilt. Die dreigeteilte Einfahrt auf den Pier ist mit einem breiten Tor gestaltet, über dem der leicht geschwungener Schriftzug 'Canarsie Pier' und maritime Symbole angebracht sind. Dabei nimmt die mittlere Öffnung in der Breite zweier Fahrspuren mehr als die doppelte Breite der beiden Fußwege ein, die seitlich angeordnet sind und zu dem umlaufenden Fußgängerbereich führen, der die Gesamtfläche des Piers umgibt.
Die mittlere Fläche ist zum Parken von etwa 250 PKW vorgesehen, zum Wasser hin ist ein etwa 15 Meter breiter Streifen als Fußweg mit Sitz- und Spielmöglichkeiten gestaltet.

## Geschichte
Canarsie geht auf eine holländische Siedlung zurück. Die Siedler waren die ersten Europäer, die sich in dieser Region Long Islands niederließen und den hier ansässigen Lenni Lenape das Land streitig machten. In zeitgenössischen Berichten ist, diesen Siedlungsplatz beschreibend, immer von Canarsie die Rede. Das älteste derartige Dokument datiert auf 1747.
Ab dem 21. Oktober 1865 bot die dampfbetriebene Brooklyn and Rockaway Beach Railroad eine Eisenbahnverbindung zum Strand bei Canarsie an, weil hier ein Fährbetrieb nach Rockaway auf Long Island eingerichtet worden war und sich dieser Ort im Zuge dessen langsam zu einem beliebten Freizeit- und Ferienbereich entwickelte. Der Fährbetrieb nach Rockaway (1866–1905) wurde aber nach dem Bau der Rockaway Line (heute Linie A) in den 1890er Jahren unrentabel und daher wieder eingestellt. Ab dem 31. Mai 1906 kam mit der Eröffnung der elektrifizierten Canarsie Railroad eine weitere Verbindung – (heute Linie L) – bis unmittelbar an den Canarsie Pier hinzu, die bis 1940 bestand. Sie wurde von der U-Bahn-Gesellschaft Brooklyn-Manhattan Transit Corporation (BMT) betrieben. Eine andere Fährverbindung nach Barren Island schloss in den 1930er Jahren ihren Betrieb.
Zu Beginn des 20. Jahrhunderts gab es fast 20 Hotels und viele weitere Vergnügungs- und Gastronomiebetriebe. Viele Einheimische lebten in dieser Zeit vom Fischfang und von der Austernfischerei. Wegen der durch Siedlungsverdichtung immer stärkeren Einleitung von ungeklärten Abwässern gab es in den Jahren 1904 und 1915 Ausbrüche von Typhus, der von den Schalentieren auf den Menschen übertragen wurde. Das führte zum Niedergang dieses Gewerbes. Der Ruf Canarsies war ruiniert und es begann der Verfall dieser Region. Einen letzten Todesstoß erhielt Canarsie in der Zeit der Great Depression, als ein Großteil des Vergnügungsviertels am 29. Januar 1934 niederbrannte. Einige Jahre später baute man entlang der Küste den sechsspurigen Belt Parkway. Mit der Zusammenlegung der New Yorker U-Bahn-Gesellschaften 1940 wurde die Strecke aus Rentabilitätsgründen um zweieinhalb Kilometer bzw. vier Stationen bis Rockaway Parkway gekürzt.
Bis in die 1970er Jahre wandelte sich das Viertel in ein Wohngebiet vorwiegend für Italiener, Juden und Puerto-Ricaner. 1973 wurde der Canarsie Pier zum Naherholungsgebiet erklärt und unter Schutz gestellt.
Ende Oktober 2012 verwüstete der Hurrikan Sandy den Pier schwer. Er wurde in halbjähriger Bauzeit neu errichtet und zum Memorial Day 2013 wieder für die Öffentlichkeit freigegeben.